# Грюиссан
Грюисса́н (фр. Gruissan) — коммуна во Франции, находится в регионе Лангедок — Руссильон. Департамент коммуны — Од. Входит в состав кантона Курсан. Округ коммуны — Нарбонна. В южной части коммуны располагается лагуна Айроль.
Код INSEE коммуны — 11170.

## Население
Население коммуны на 2008 год составляло 4410 человек.
| 1962 | 1968 | 1975 | 1982 | 1990 | 1999 | 2004 | 2008 |
| ---- | ---- | ---- | ---- | ---- | ---- | ---- | ---- |
| 1200 | 1258 | 1269 | 1594 | 2170 | 3091 | 3531 | 4410 |

## Экономика
Основу экономики составляет туризм, особенно в летний период. Традиционное рыболовство и разведение устриц остались, но в меньшей степени.
В 2007 году среди 2806 человек в трудоспособном возрасте (15—64 лет) 1832 были экономически активными, 974 — неактивными (показатель активности — 65,3%, в 1999 году было 67,3%). Из 1832 активных работали 1459 человек (803 мужчины и 656 женщин), безработных было 373 (156 мужчин и 217 женщин). Среди 974 неактивных 202 человека были учениками или студентами, 445 — пенсионерами, 327 были неактивными по другим причинам.

## Достопримечательности
- Руины башни Барбаросса (XIII век)
- Церковь Успения Божьей Матери
- Часовня Нотр-Дам-дез-Озиль
- Старая гавань
- Пещера Крузад[фр.] (фр. Grotte de la Crouzade)

## Фотогалерея

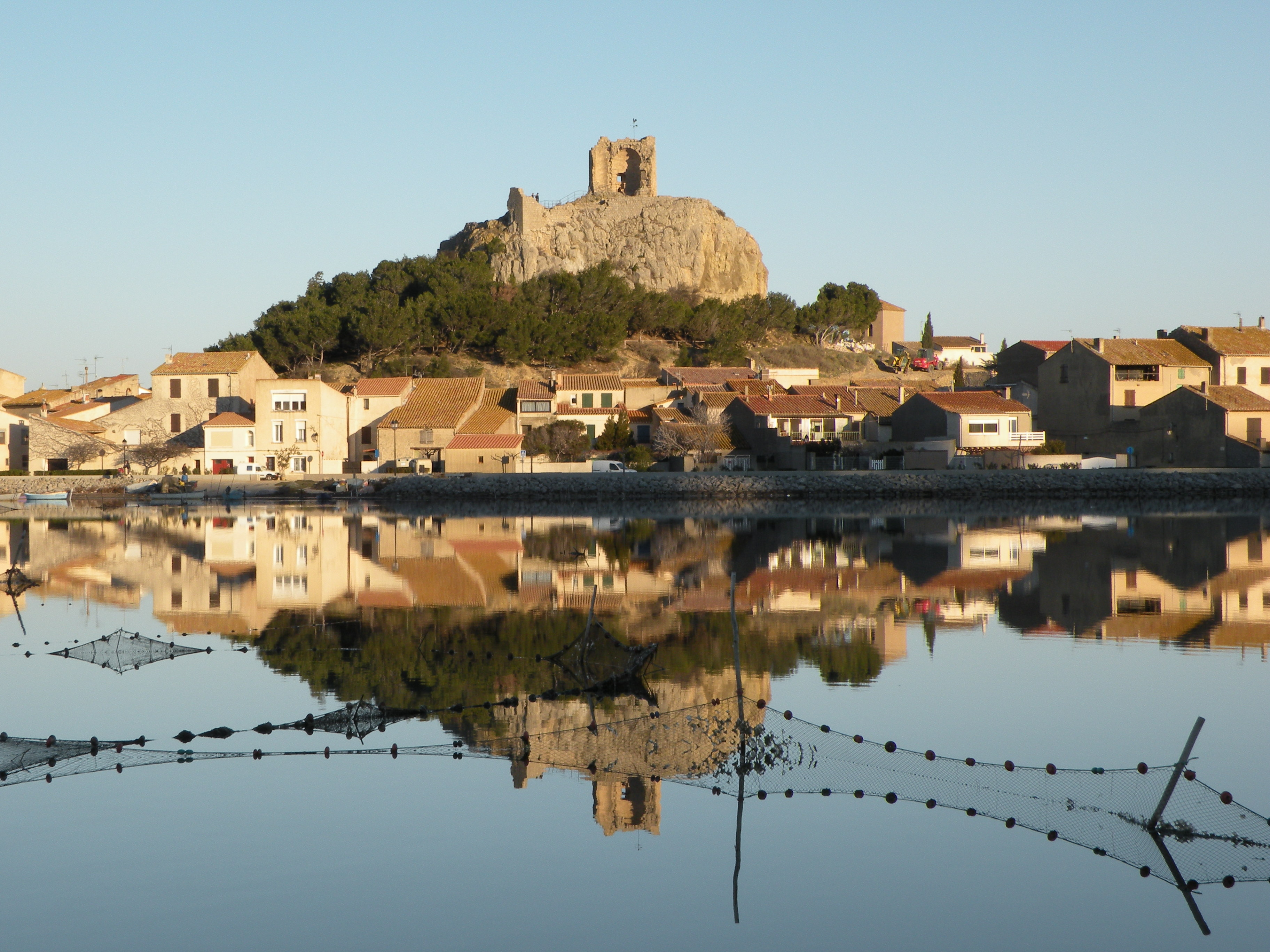
Исторический центр с руинами башни Барбаросса
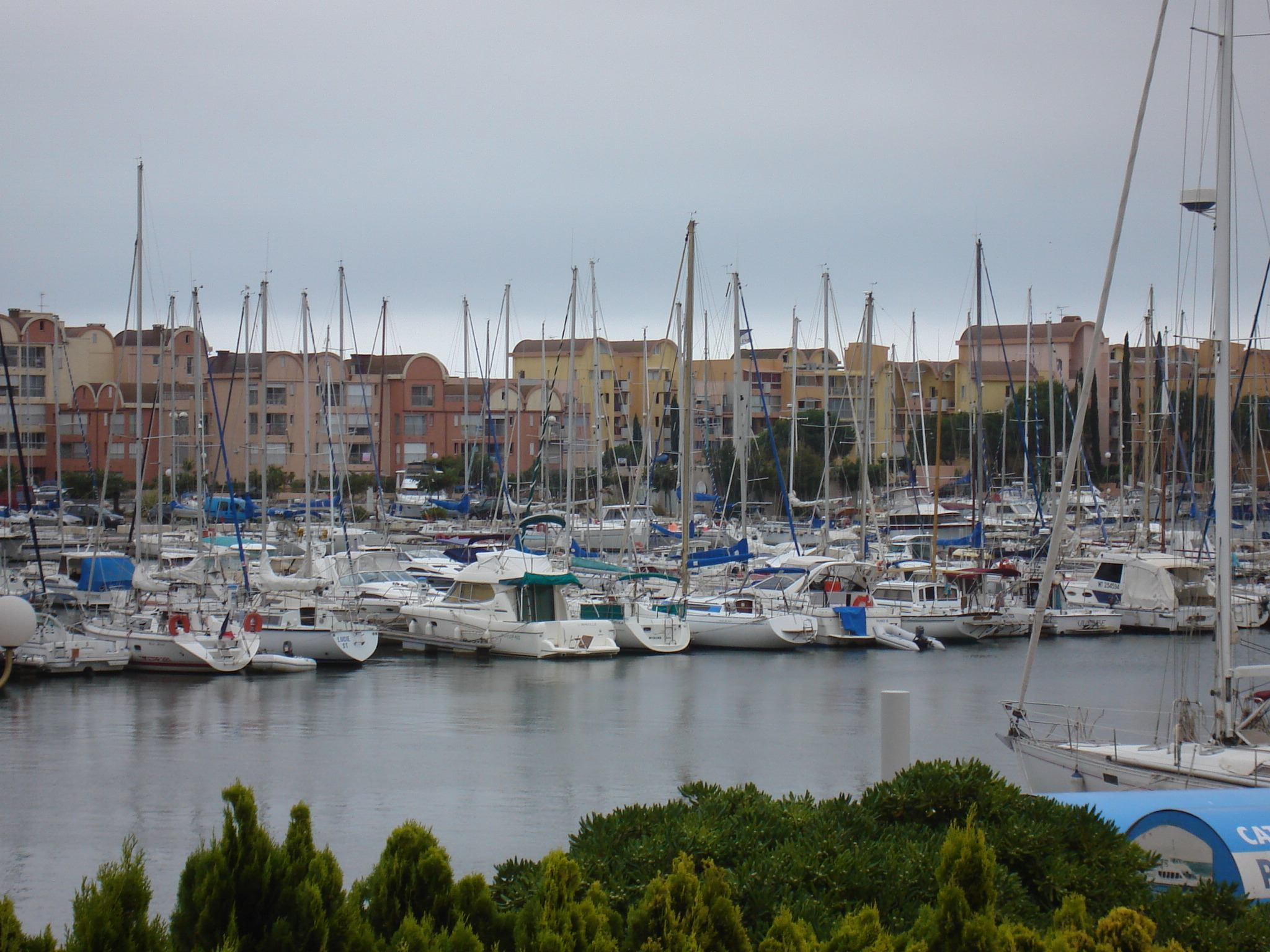
Порт
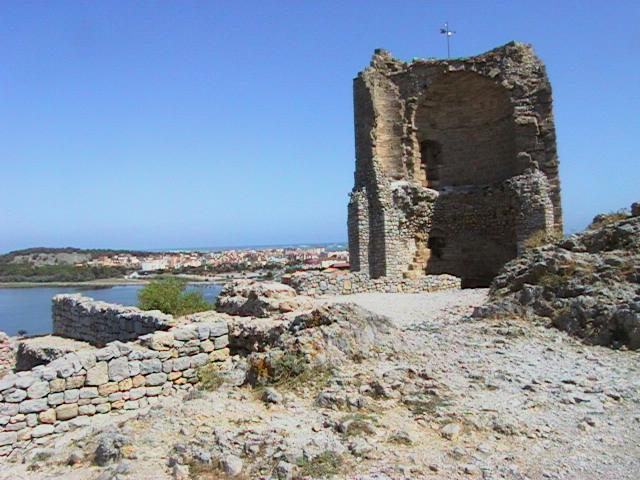
Руины башни Барбаросса
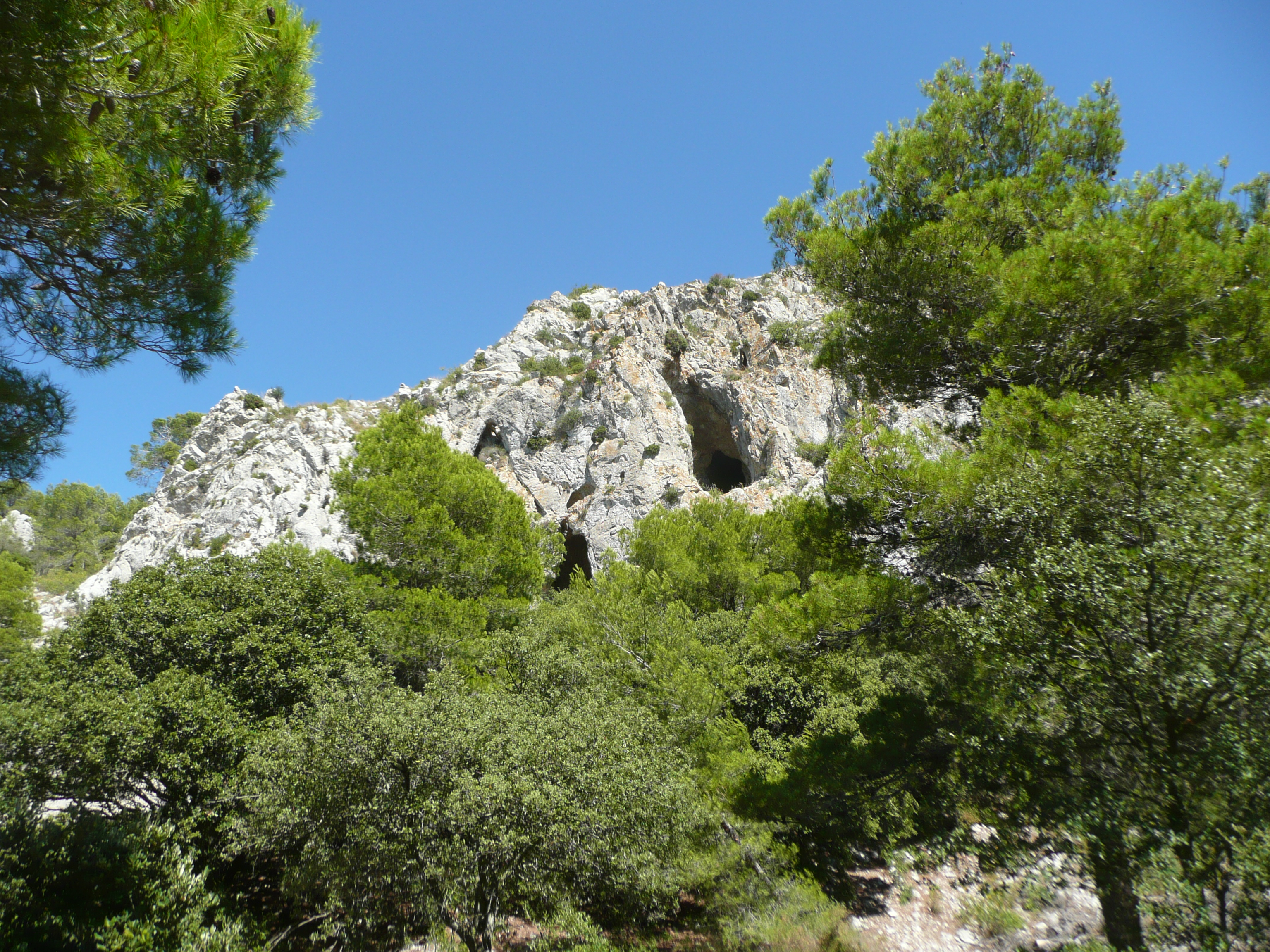
Пещера Крузад